# Sœurs missionnaires catéchistes de Sainte Thérèse de l'Enfant Jésus
Les sœurs missionnaires catéchistes de Sainte Thérèse de l'Enfant Jésus (en latin : Congregatio Missionarium Catechistarum Sanctae Teresiae a Iesu Infante) forment une congrégation religieuse féminine catéchiste de droit pontifical.

## Histoire
La congrégation est fondée le 12 août 1958 par Alfred Obviar, évêque de Lucena (Philippines), avec l'aide de Marcella Medenilla. La maison-mère est d'abord à San Narciso avant d'être transférée en 1959 dans l'ancien séminaire diocésain de Tayabas. Bien que, selon les intentions du fondateur, l'activité des sœurs devait se limiter au diocèse de Lucena (it), elles s'étendent bientôt à d'autres diocèses des Philippines.
L'institut reçoit le décret de louange le 4 mai 1974.

## Activités et diffusion
Les sœurs se consacrent à l'enseignement du catéchisme.
La maison-mère est à Lucena. 
En 2017, la congrégation comptait 280 sœurs dans 71 maisons.